# Ras al-Ayn (okrug)
Okrug Al-Hasakah je okrug u sirijskoj pokrajini Al-Hasakah. Po popisu iz 2004. (prije rata), okrug je imao 177.150 stanovnika. Administrativno sjedište je u naselju Al-Hasakah.

## Nahije
Okrug je podijeljen u nahije (broj stanovnika se odnosi na popis iz 2004.):
- Ras al-Ayn (121.536)
- Al-Darbasiyah (55.614)